# Xã Foster, Michigan
Xã Foster (tiếng Anh: Foster Township) là một xã thuộc quận Ogemaw, tiểu bang Michigan, Hoa Kỳ. Năm 2010, dân số của xã này là 843 người.